# 凱爾文峰
凱爾文峰（英語：Kelvin Crests），是南極洲的山峰，位於葛拉漢地的法利埃海岸，處於艾里冰川北岸，長9公里，由英國探險隊測量，現時由南極條約體系管理。